# Михайло-Вербовка
Михайло-Вербовка — посёлок в Ершовском районе Саратовской области России. Входит в состав Кушумского муниципального образования.

## География
Посёлок находится в восточной части Саратовской области, в степной зоне, в пределах Сыртовой равнины, на расстоянии примерно 33 километров (по прямой) к северу от города Ершов, административного центра района. Абсолютная высота — 84 метра над уровнем моря.

## Население
| 2002 | 2010 |
| ---- | ---- |
| 204  | ↘141 |

Гендерный состав
По данным Всероссийской переписи населения 2010 года в гендерной структуре населения мужчины составляли 52,5 %, женщины — соответственно 47,5 %.
Национальный состав
Согласно результатам переписи 2002 года, в национальной структуре населения казахи составляли 61 %, русские — 28 %.

## Улицы
Уличная сеть посёлка состоит из трёх улиц.